# Autolinee SASP
L'Autolinee SASP S.R.L., in precedenza Società Anonima Santangiolese Pennese e Società Automobilistica Santangiolese Pennese, è un'azienda di trasporto pubblico, facente parte della Contram Mobilità, che opera a partire dell’alto maceratese fino alla costa adriatica.

## Storia

### La nascita della società

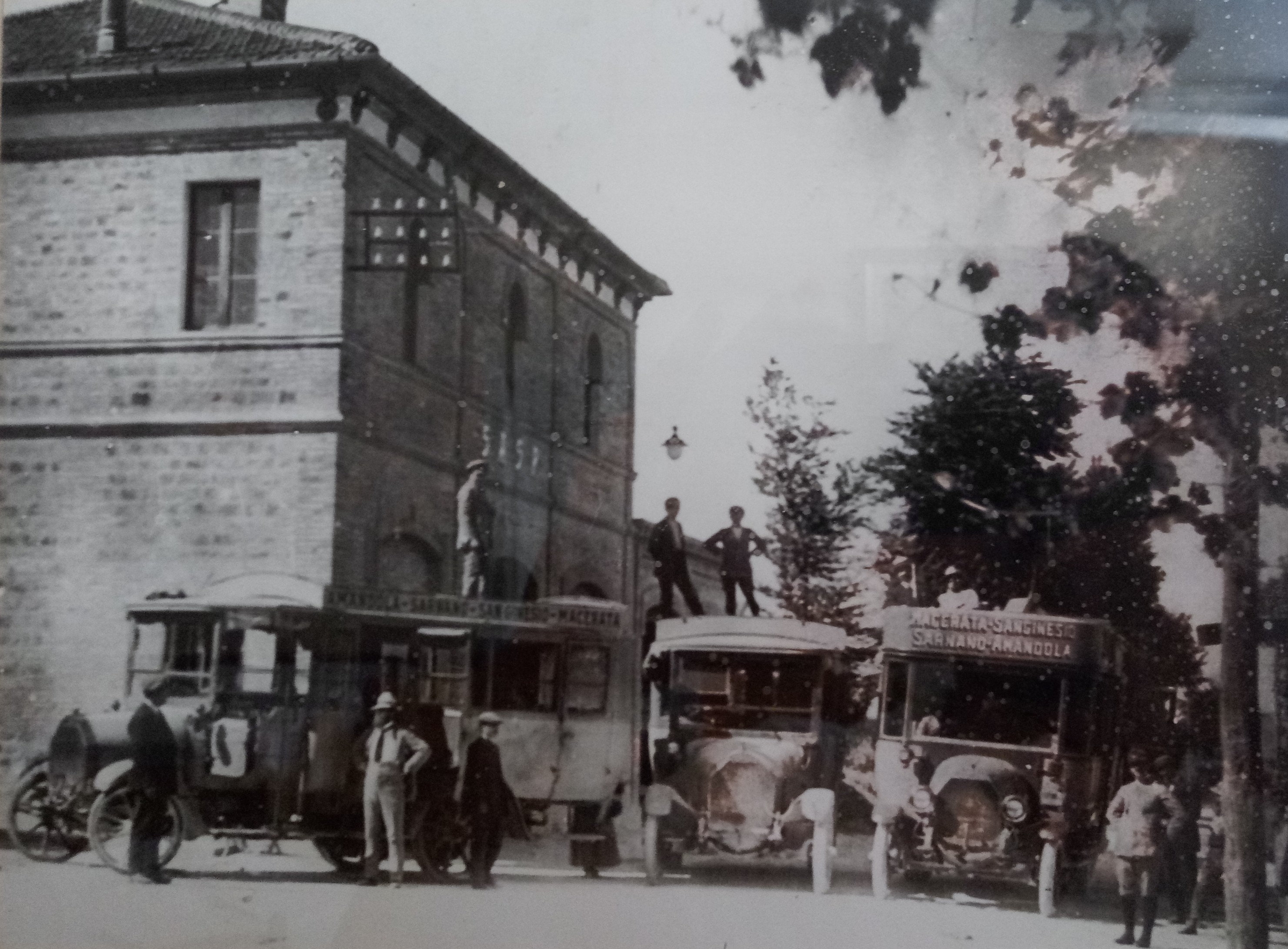
Corriere della linea Amandola-Sarnano-Macerata

L'Autolinee SASP nasce il 21 marzo 1911, nella frazione Passo San Ginesio, da sei imprenditori residenti nei comuni di San Ginesio, Sant'Angelo in Pontano, Sarnano e Penna San Giovanni, che acquisirono 100 azioni da 500 lire ciascuna con lo scopo di creare un collegamento tra le cittadine dell'entroterra della Provincia di Macerata con l'allora confinante di Ascoli Piceno, così da eliminare l'isolamento della zona dei Sibillini. I preparativi per la costituzione dell'azienda, però, vennero effettuati già a partire dal 1908, quando Adolfo Bracani, Giovanni Vitali e il dottore Giacomo Micalucci studiarono attentamente i procedimenti per avviare l'azienda.

#### La richiesta della concessione al tratto Amandola-Sarnano-Macerata
Il 2 dicembre 1908 e il 17 marzo 1909 i tre inviarono due istanze al Ministero dei lavori pubblici, per poi inviare la domanda per la gestione della futura azienda alla fine del 1909. Essendo pervenute al ministero altre due domande, rispettivamente della ditta di Adolfo Forti il 5 gennaio e della ditta Caracci il 25 febbraio, il 18 ottobre dello stesso anno il sottosegretario del ministero informò il deputato Alceo Speranza per aggiornarlo sulla concessione statale della tratta Amandola-Sarnano-Macerata, scrivendo:
Il 20 novembre 1909 la Ditta Vitali, guidata dai tre, e la Ditta Forti di Adolfo Forti si unirono, dando vita alla "Ditta Vitali & Compagni", che il 13 aprile 1910 venne scelta per la concessione della linea. Il primo consiglio di amministrazione fu composto dai fondatori, ovvero dall'ingegnere Francesco Testarmata, Giacomo Micalucci, Luigi Vitali, Giovanni Vitali, Luciano Eugeni e come amministratore delegato, Adolfo Bracani. Durante le prime prove per verificare le condizioni della strada, effettuate a bordo di un Fiat da 25 hp, sono emerse numerose problematiche poiché la strada ancora non disponeva di asfalto, ma solo breccia e terra.

#### L'inaugurazione della prima linea di trasporto e gli sviluppi successivi

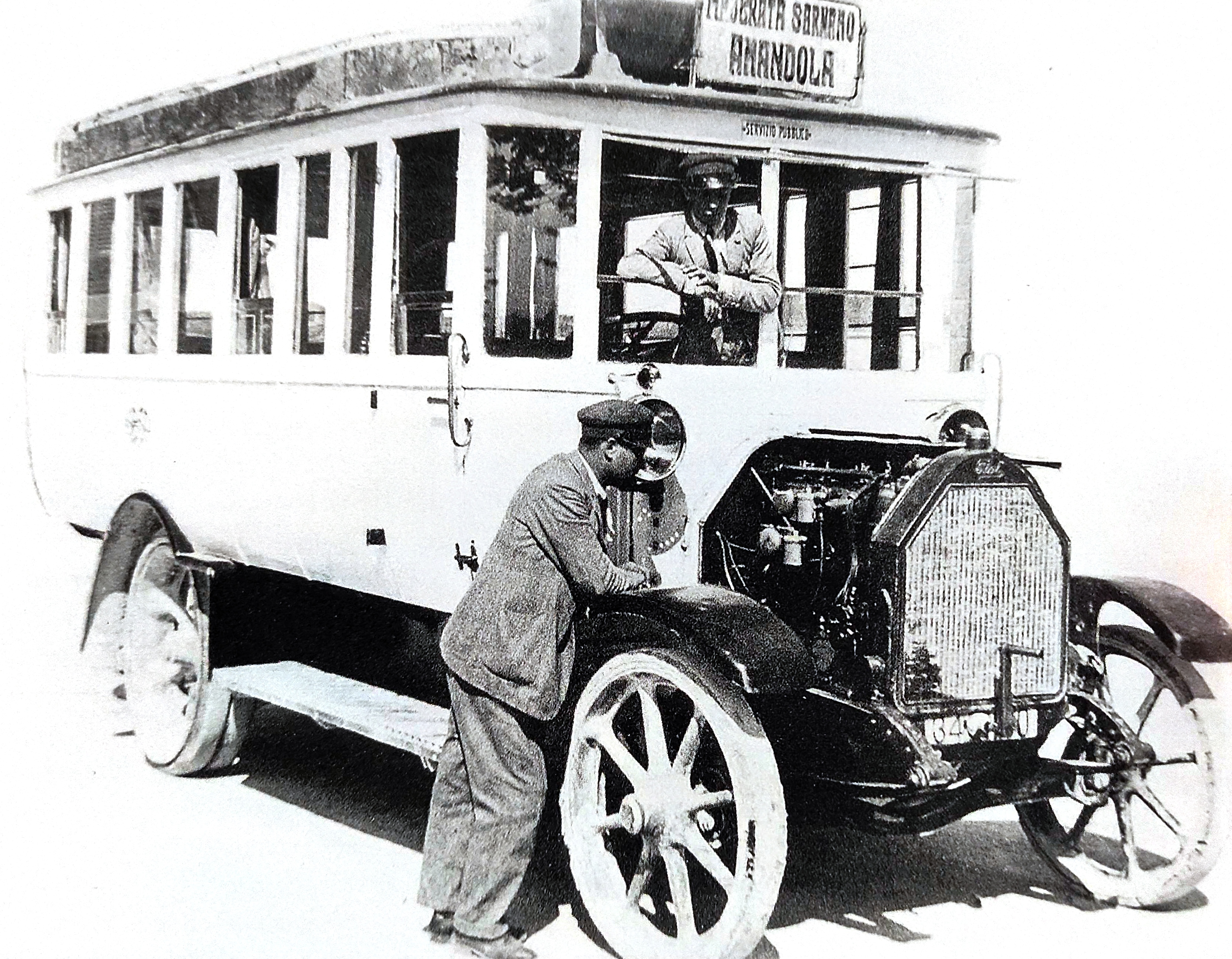
Il Fiat 15 ter omnibus utilizzato per la tratta Amandola-Sarnano-Macerata

Fruttando l'utilizzo delle prime automobili in Italia è dopo aver atteso il permesso per poter avviare la linea da parte del Re Vittorio Emanuele II, la società, gestita con un'organizzazione prettamente familiare, il 20 settembre 1911 inaugurò la prima linea di mobilità urbana, la Amandola-Sarnano-Macerata, percorsa con l'utilizzo di un Fiat 15 ter che poteva ospitare 12 passeggeri e percorreva il percorso, lungo 52 km in 3 ore e 15 minuti circa, dando così il via all'inizio dello sviluppo dei trasporti pubblici nella provincia. In vista dell'occasione, l'allora sindaco di Sarnano, Pompeo Pasqualetti, il 12 settembre inviò ai Comuni interessati un invito a partecipare ad una giornata istituzionale di festeggiamenti, invito che venne accolto dall'allora sindaco di Macerata, Gustavo Perozzi. Il lavoro degli imprenditori non fu inizialmente accettato dalla popolazione, perché stranita dai mezzi utilizzati non comuni nel luogo, ma solo dai sindaci dei comuni limitrofi, anche se riduzione dei tempi di viaggio, andò a favorire la diffusione dei mezzi in gomma nel territorio. In occasione del primo viaggio inaugurale, i paesi attraversati festeggiato abbellendo il percorso con bandiere o con bande musicali. Proprio per il lavoro svolto in questa linea, a contribuire notevolmente nelle spese economiche e a finanziare l'azienda furono il Comune di Sarnano, di Macerata e la Depurazione provinciale di Macerata, l'attuale ente provinciale, che in totale diedero 5 250 lire annue circa.
Nel giro di pochi anni la società creò nuove linee di spostamento fino a raggiungere Porto Recanati e Porto Civitanova, sostituendosi quindi al trasporto comune che veniva effettuato con carrozze. Nel 1913 venne inaugurata l'autolinea più impegnativa, ovvero quella diretta verso Ancona, e in ogni centro attraversato dalle linee nascono dei punti di sosta forniti di officine e biglietteria. Durante le corse, insieme ai passeggeri, l'azienda, per volere del Ministero delle poste e dei telegrafi, contribuiva a trasportare numerose lettere, diventando così mezzi autopostali, mentre vi erano tre corse a disposizione.
Di questo periodo è anche la linea Sarnano-Tolentino Stazione: l'azienda dal 1911 sollecitò per vario tempo il Comune di Sarnano in attesa di ottenere un sostentamento e un sussidio per gli impianti della linea, sottolineando la richiesta dei cittadini, mentre per il Comune di Tolentino le trattative saranno più semplici, infatti il 23 dicembre 1912 e il 18 gennaio 1913 l'Amministratore comunale tolentinate provvedé a conferire 1 500 lire. La linea divenne operativa il 23 ottobre 1913 passando per Sarnano, Gabella, Pian di Pieca, Passo Cessapalombo, Passo San Ginesio, Colfano, Camporotondo, Belforte, Grazie, Tolentino Piazza e Tolentino Stazione.

### Il ventennio fascista e la seconda guerra mondiale

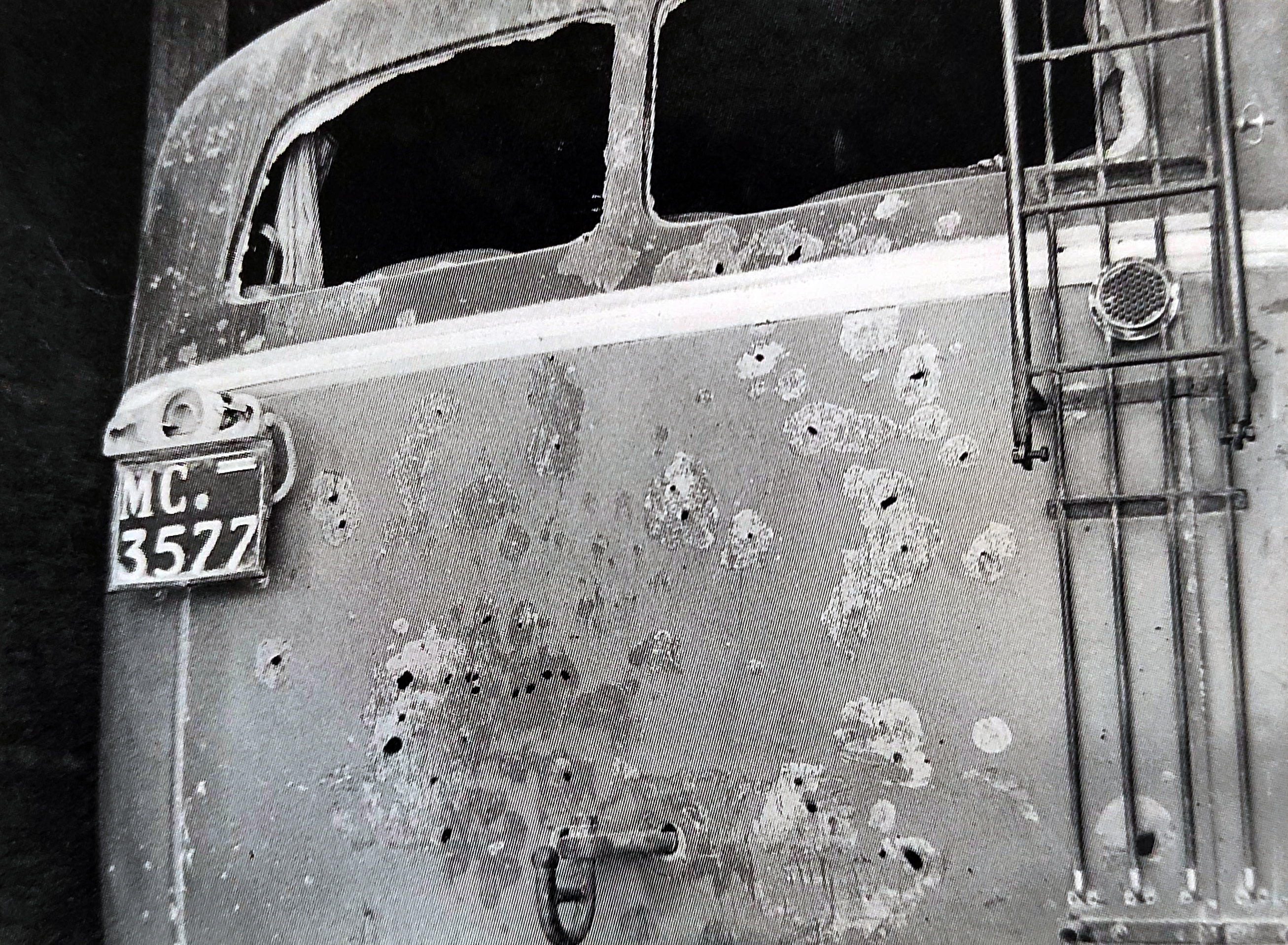
Retro dell'autobus Lancia Pentajota MC 3577 mitragliato il 22 maggio 1944

Con il ventennio fascista si diede molta più importanza al trasporto pubblico, infatti nel 1938 l'azienda acquistò il suo primo autobus turistico, un Lancia Pantajota, riscuotendo un numeroso successo. Le prime gite furono effettuate verso Assisi, Firenze, Roma, Venezia e San Marino. Con l'avvento della seconda guerra mondiale, i prezzi delle materie prime aumentarono e numerosi mezzi vennero requisiti dalle autorità militari, ma nonostante ciò l'utile netto dell'azienda continuò ad aumentare, fino a raggiungere le 70 811,72 lire nel 1941. L'arrivo dei nazisti nel territorio ginesino dopo l'armistizio dell'8 settembre e il successo dell'Achse causò ai beni monetari della società una perdita di 75 689,15 lire secondo il bilancio del 31 dicembre 1944. Le strade e alcune strutture furono danneggiate dai bombardamenti, saccheggiate, la viabilità fu bloccata e i vari autobus furono sia sequestrati dai nazisti e dagli uffici pubblici della Repubblica Sociale Italiana, che danneggiati gravemente a causa dei mitragliamenti presumibilmente effettuati sia dalle truppe dell'Asse che dalle truppe della Resistenza, lasciando così l'azienda con solamente nove autobus disponibili. Nonostante ciò, durante i combattimenti la società si impegnò a favorire con i mezzi disponibili i partigiani del gruppo Nicolò di Augusto Pantanetti e al tempo stesso di trasportare gli operai del Comando Tedesco.
I veicoli danneggiati furono:
- Tre autobus Fiat 15 ter, uno da ventiquattro posti targato MC 213 e due da diciotto posti targati MC 219 e MC 230, furono danneggiati e saccheggiate delle parti dai tedeschi nei garage,
- L'autobus Fiat 635-RN da trentatré posti targato MC 2413 venne mitragliato il 24 aprile 1944 dalle truppe della Royal Air Force mentre trasportava degli operai al Comando Tedesco in località San Claudio di Corridonia. Una volta sistemato venne trasformato in un autocarro al costo di 30mila lire,
- L'autobus Lancia Pentajota da ventotto posti targato MC 1618 venne rubato dalle truppe tedesche nella rimessa di Monte San Martino,
- L'autobus Lancia Pentajota da ventotto posti targato MC 3577 venne mitragliato il 22 gennaio 1944 dalle truppe della Royal Air Force lungo la ferrovia Porto San Giorgio-Amandola a Montegiorgio,
- L'autobus Lancia Omicron da quaranta posti targato MC 5967 fu incendiato da soldati slavi il 22 maggio 1944 alle 21:30 nella frazione Gabella Nuova di Sarnano,
- L'autobus Fiat 635-RNL da quaranta posti targato MC 4679 fu mitragliato il 12 gennaio 1944 dai caccia della Royal Air Force nella frazione Macchie di San Ginesio,
- Quattro autobus, un Fiat 614 targato MC 2196, un Fiat 507, un Lancia Eptajota e un Fiat 15 ter subirono gravi danni. I primi tre vennero rimessi in funzione, mentre l'ultimo fu rottamato nel 1945.

### Il dopoguerra
Grazie ai titolari e alle loro decisioni, l'azienda, nel dopoguerra, trovò una ripresa economica, evitando la chiusura. Intorno al 1950 la SASP divenne gestore di un'altra azienda di autotrasporti nel territorio, confermando la loro autorità e creando un nuovo sistema dirigenziale. Quest'ultimo portò a grandi cambiamenti per la società, aumentandone la fama, l'autorità e la diffusione. Negli anni 1950, in vista della costruzione della chiesa di San Michele Arcangelo, l'azienda donò un appezzamento del proprio terreno. Attualmente, la SASP gestisce gran parte delle linee di collegamento della provincia di Macerata e quelle lungo il confine della provincia di Fermo.

## Dati aziendali

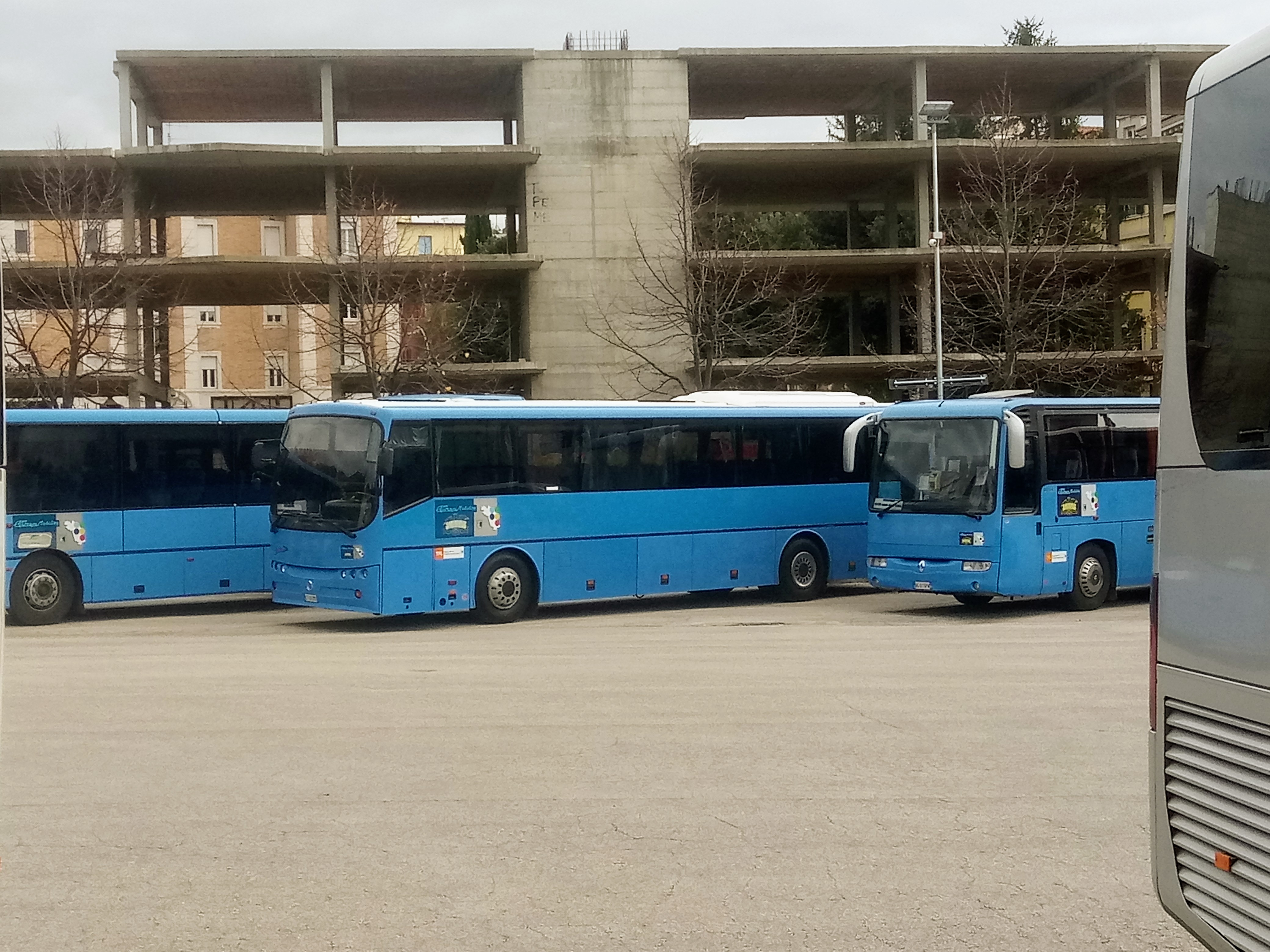
Un Irisbus Dalla Via "Tiziano" e un Renault Iliade della SASP (assieme ad un Iveco della Società Crognaletti) alla stazione degli autobus di Macerata

La SASP è l’azienda privata di trasporto pubblico locale più grande della provincia di Macerata. Con il cambiamento del trasporto pubblico locale, la società fa parte del gruppo Contram Mobilità (Contram).